# X.AI
X.AI Corp., coneguda com a xAI, és una empresa emergent nord-americana que treballa a l'àrea de la intel·ligència artificial (IA). Fundada per Elon Musk el març de 2023, el seu objectiu declarat és "entendre la veritable naturalesa de l'univers".

## Història
El 2015, Musk va ser el copresident fundador de l'empresa de recerca d'IA sense ànim de lucre OpenAI. Segons els informes, es va comprometre a invertir fins a 1.000 milions de dòlars en OpenAI, però va renunciar a la junta el 2018 després d'una oferta infructuosa per assumir-ne la gestió, fruit d'un desacord sobre la seguretat de la IA.
xAI va ser fundada per Musk a Nevada el 9 de març de 2023 i des de llavors té la seu a l'àrea de la badia de San Francisco a Califòrnia. Igor Babuschkin, abans associat a la unitat DeepMind de Google, va ser contractat per Musk per ser enginyer en cap.
Musk va anunciar oficialment la formació de xAI el 12 de juliol de 2023. Va vincular la data (7 + 12 + 23 = 42) al llibre The Hitchhiker's Guide to the Galaxy de Douglas Adams, en què un superordinador calcula que la resposta a la pregunta definitiva de la vida, l'univers i tot és 42; i a la missió de l'empresa "entendre l'univers".
El desembre de 2023, en una presentació a la SEC, xAI va revelar que havia recaptat 134,7 milions de dòlars en finançament extern d'un total de fins a 1.000 milions de dòlars. Malgrat la presentació, Elon va afirmar més tard a través de X que xAI no buscava cap finançament.

## Productes
Tot i que l'objectiu declarat d'xAI és "entendre la veritable naturalesa de l'univers", un dels seus objectius immediats és crear una IA que sigui capaç de raonament matemàtic avançat, cosa que no es troba en els models actuals.
El 4 de novembre de 2023, xAI va presentar Grok, un chatbot d'IA que està integrat amb X. xAI ha indicat que el bot només estarà disponible per als subscriptors Premium+ de X quan estigui fora de la versió beta.